# Circuito Desafiante
O Circuito Desafiante, popularmente conhecido como Circuitão, será o equivalente a segunda divisão da League of Legends Championship of The Americas (LTA) Sul, que representa a maior competição de nível nacional de League of Legends no Brasil e na América do Sul. 
O torneio durou de 2015 até 2020, enquanto realizada em conjunto com o Campeonato Brasileiro de League of Legends (CBLOL), quando foi substituído pelo CBLOL Academy em 2021. Com a criação da LTA e a formação da LTA Sul, o torneio retornará em 2025.
Enquanto realizado junto com o CBLOL, era dividido em duas etapas por ano, igual ao CBLOL, e disputavam seis equipes. O vencedor de cada etapa garantia a vaga do último colocado do CBLOL, enquanto o segundo e terceiro colocados disputavam uma série de promoção contra o penúltimo e o antepenúltimo colocados do CBLOL.
O campeonato foi criado em 2015, com a reformulação do cenário competitivo brasileiro pela Riot Games, e originalmente consistia em uma série de seis competições organizadas por empresas parceiras da Riot, garantindo pontos de acordo com os resultados das equipes. Ao final da etapa, as três maiores pontuadoras classificavam-se ao Torneio de Acesso. A partir de 2016, tornou-se um campeonato só, em formato de liga e com eliminatórias próprias, organizado pela Xtreme League. Em 2017, começou a ser realizado pela empresa carioca Promo Arena. Em 2021, quando a Riot Games adotou o sistema de franquias, o CBLOL, que era apenas  disputado por oito times, passou a ser dez, pois anunciou que não haveria mais rebaixamentos. Com isso, o Circuito Desafiante foi substituído pelo CBLOL Academy, uma liga focada no desenvolvimento de novos jogadores.
Durante algumas edições, algumas organizações do CBLOL também continham times no Circuitão a fim de revelarem novos jogadores, como no caso da INTZ com a INTZ Red e a INTZ.Genesis, e a Vivo Keyd Stars com a Keyd Warriors.
Em 2024, como parte das mudanças que levaram ao fim do CBLOL e a criação da LTA (e da LTA Sul), o Circuitão retornou como parte do Tier 2 do Brasil.

## Edições

### Circuito Desafiante (2015–2020)
| Ano  | Etapa | Campeão             | Vice-campeão        |
| ---- | ----- | ------------------- | ------------------- |
| 2015 | 1     | INTZ Red            | IMP e-Sports        |
| 2015 | 2     | JAYOB e-Sports      | Big Gods            |
| 2016 | 1     | Big Gods            | Overload            |
| 2016 | 2     | Remo Brave e-Sports | Team Genesis        |
| 2017 | 1     | T Show              | INTZ.Genesis        |
| 2017 | 2     | KaBuM! Esports      | Iron Hawks e-Sports |
| 2018 | 1     | IDM Gaming          | Flamengo Esports    |
| 2018 | 2     | Redemption POA      | paiN Gaming         |
| 2019 | 1     | paiN Gaming         | Team oNe eSports    |
| 2019 | 2     | ProGaming Esports   | Vivo Keyd           |
| 2020 | 1     | Santos e-Sports     | Team oNe eSports    |
| 2020 | 2     | RED Canids          | Team oNe eSports    |

### CBLOL Academy (2021–2024)
| Ano  | Etapa | Campeão                 | Vice-campeão            |
| ---- | ----- | ----------------------- | ----------------------- |
| 2021 | 1     | Flamengo Academy        | FURIA Academy           |
| 2021 | 2     | Flamengo Academy        | paiN Academy            |
| 2022 | 1     | Flamengo Academy        | paiN Academy            |
| 2022 | 2     | paiN Academy            | RED Academy             |
| 2023 | 1     | Vivo Keyd Stars Academy | Los Grandes Academy     |
| 2023 | 2     | KaBuM! Academy          | Liberty Academy         |
| 2024 | 1     | paiN Academy            | Vivo Keyd Stars Academy |
| 2024 | 2     | Vivo Keyd Stars Academy | paiN Academy            |

### Circuito Desafiante (2025–presente)
| Ano  | Etapa | Campeão | Vice-campeão |
| ---- | ----- | ------- | ------------ |
| 2025 | 1     |         |              |
| 2025 | 2     |         |              |